# 金楷理
金楷理（Karl Traugott Kreyer，1839年1月16日—1914年9月29日），曾担任美北浸礼会传教士和江南制造局翻译。

## 生平
1839年1月16日，金楷理生于德国萨克森州，年轻时移民美国，1863年毕业于罗彻斯特大学，1865年毕业于罗彻斯特神学院。1866年5月受美北浸礼会差遣，前往中国传教
1866年，金楷理来到美北浸礼会的华东总部宁波，被派往杭州建立浸礼会新的传教站。他在东河西面的小营巷立足，创建真神堂，后来迁往淳佑桥东，改名为神佑堂，1927年再改为民众堂。
1870年，金楷理辞去教会职务，进入上海江南制造局任翻译，在广方言馆任德文教习。
1875年左右，金楷理辞职担任上海道台通事。
1880年，金楷理出任中国驻柏林使馆翻译。此后数十年一直服务于中国驻欧洲各国使馆，先后派驻于巴黎、圣彼得堡、海牙、布鲁塞尔、罗马和维也纳。其间在1897年至1902年，还曾进入柏林大学进修政治经济学与财政学。1903年退休。1908-1910年仍在驻罗马使馆任顾问。1914年9月29日，金楷理在法兰克福去世。